# 上海之春国际音乐节

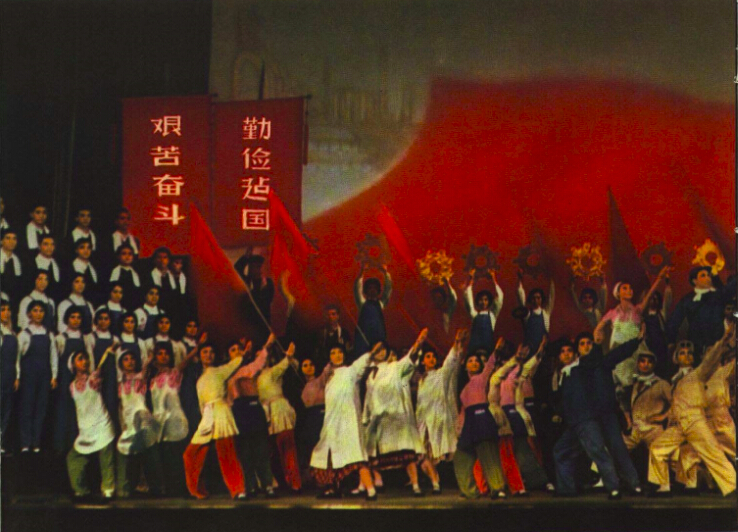
1966年的上海之春音乐会

上海之春国际音樂節，簡稱為「上海之春」，是中国历史最悠久的音乐节，前身為「上海市音樂舞蹈展演月」。

## 歷史
「上海之春」的前身為舉辦於1959年的「上海市音樂舞蹈展演月」，舉行地點為上海音樂廳，時有今虞琴社、潮州國樂團、江南絲竹研究、手風琴研究會、廣東音樂研究會等團體參加演出。
1960年定名為「上海之春音樂舞蹈節」，至1966年間每年舉辦1屆，文化大革命期間停辦，1978年復辦。
1962年，第三屆，其中民樂專場有衛仲樂、張子謙、孫裕德、陸修棠、王巽之、樊伯炎等人參加。
1980年，第九屆，其中包含「今虞琴社古琴、弦歌、琴劍專場音樂會」。
1982年，第十屆，其中包含「今虞琴社古琴音樂會」。
1983年，第十一屆，其中包含今虞琴社的古琴音樂會、歌劇院的外國歌劇選段、音協室內樂研究會的室內樂音樂會等節目。
1986年，第十二屆。
1991年，第十四屆。
1995年，第十六屆。
1999年，第十八屆。
2001年與「上海國際廣播音樂節」合併，改名為「上海之春國際音樂節」。
2023年3月21日，第38届上海之春国际音乐节开幕。　
2024年3月22日至4月14日期間，第39届上海之春国际音乐节举办。2025年，第40届上海之春国际音乐节开幕。

## 名人名曲
- 曾於上海之春演奏的名曲包括《梁祝小提琴協奏曲》、《黃河鋼琴協奏曲》、《黃河大合唱》（莫斯科版）。1964年，第五届上海之春首演的大歌舞《在毛泽东旗帜下高歌猛进》，日后成为知名音乐舞蹈诗史——《东方红》的底本。

- 1962年，在上海之春音樂會上，古箏演奏家項斯華用兩張不同音階的箏演奏《海青拿天鵝》，獲得《人民畫報》及各大報介紹，一夕成名。[14][15][16]